# Liste von Persönlichkeiten aus Melide TI
Diese Liste enthält in Melide TI geborene Persönlichkeiten und solche, die in Melide ihren Wirkungskreis hatten, ohne dort geboren zu sein. Die Liste erhebt keinen Anspruch auf Vollständigkeit.

## Persönlichkeiten
(Sortierung nach Geburtsjahr)
- Aloisius, Somaxius und Maxiolus da Melide (* um 1365 in Melide; † nach 1410 ebenda), Bildhauer schufen im Dom zu Como[1]
- Alberto di Melide (* um 1440 in Melide; † nach 1471 in Rom ?), Sohn des Giovanni, Bildhauer, schuf mit seinem Bruder Filippo ein Grabmal in der Kirche San Domenico in Perugia. 1471 arbeiten die beiden Brüder in Rom[2]
- Gian Martino Melide (* um 1440 in Melide; † nach 1467 in Rom ?), Künstler, Bildhauer. Ab 1467 unter Papst Paul II. war er am Palazzo San Marco tätig[3]
- Filippo Melide (* um 1445 in Melide; † nach 1483 ebenda), Bruder des Alberto, Künstler, Architekt und Bildhauer. 1466 in Venedig tätig, 1476 in Perugia an der Kirche San Domenico. Erwähnt 1483 in einer Verkaufsurkunde in Melide[4]
- Pietro Paolo di Andrea de Melide (* um 1450 in Melide; † nach 1477 in Perugia ?), Künstler, Bildhauer und Architekt. Von 1473 bis 1477 war er tätig in der Cappella del Verde und Grabdenkmal im Dom von Perugia[5]
- Filippo (Salvi) di Giovanni da Melide (* um 1495 in Melide; † nach 1563 in Todi ?), Künstler, Architekt und Bildhauer. Von 1524 bis 1563 leitete er den Bau der Kirche von Santa Maria della Consolazione in Todi. Er schuf einige dekorative plastische Werke dort[6]
- Silvestro Melide (* um 1540 in Melide; † nach 1565 in Rom ?), Künstler, Bildhauer. Ab 1561 arbeitete in Rom. Zusammen mit Rocco da Montefiascone schuf er 1565 einen päpstlichen Schild für die Sala Regia im Apostolischen Palast[7]

- Familie Pocobelli.  Während des Spätmittelalters besass sie an verschiedenen Orten des Luganese Grundbesitz. In der Neuzeit dehnten sie ihren Besitz auf das Mendrisiotto aus. Zugleich liessen sich mehrere Nebenlinien in Bissone, Coldrerio und in Melide nieder, wo zu Beginn des 21. Jahrhunderts der letzte noch bestehende Zweig beheimatet war[8][9]
  - Giovan Paolo Pocobelli (* 1555 in Melide; † 1621 in Lugano), Titularpropst des Klosters Torello, Erzpriester von Lugano[10]
  - NN Pocobelli (* um 1560 in Melide; † nach 1609 ebenda), Bildhauer tätig in Graz und in Judenburg[10]
  - Giulio Pocobelli (1766–1843), Baumeister, Tessiner Staatsrat[11]
  - Francesco Giovan Maria Pocobelli (* 1. März 1794 in Melide; † 24. April 1869 ebenda), Ingenieur, Kriegskommissär, Stabschef der Tessinertruppen[12]
  - Ulisse Pocobelli (* 27. Mai 1887 in Melide; † 15. September 1950 in Lugano), genannt Glauco. Schriftsteller und Dichter; Dozent am Gymnasium und an der Baumeisterschule in Lugano. Seit ihrer Gründung arbeitet er mit Radio della Svizzera Italiana (RSI) zusammen, mit Radiovorträgen und Hörspielen in tessiner Dialekt[10][13]

- Künstlerfamilie Salvi. 
  - Filippo (Salvi) da Melide (* um 1495 in Melide; † nach 1563 in Todi ?), Sohn von Giovanni, Künstler, Architekt und Bildhauer. Von 1524 bis 1563 leitete er den Bau der Kirche von Santa Maria della Consolazione in Todi. Er schuf einige dekorative plastische Werke dort[14] Von 1544 bis 1547 war er tätig in Foligno[15]
  - Carlo Salvi (* um 1515 in Melide; † nach dem 1558 in Macereto ?), Sohn des Tommaso, Architekt, er vollendete nach dem Tod des Architekten Battista da Bissone 1538 den Bau des Santuario della Madonna in Macereto bei Visso-Camerino, zusammen mit seinen Söhnen Giacomo und Filippo[16]
  - Antonio Salvi (* um 1550 in Melide; † nach dem 1580 ebenda), Stuckateur[16]

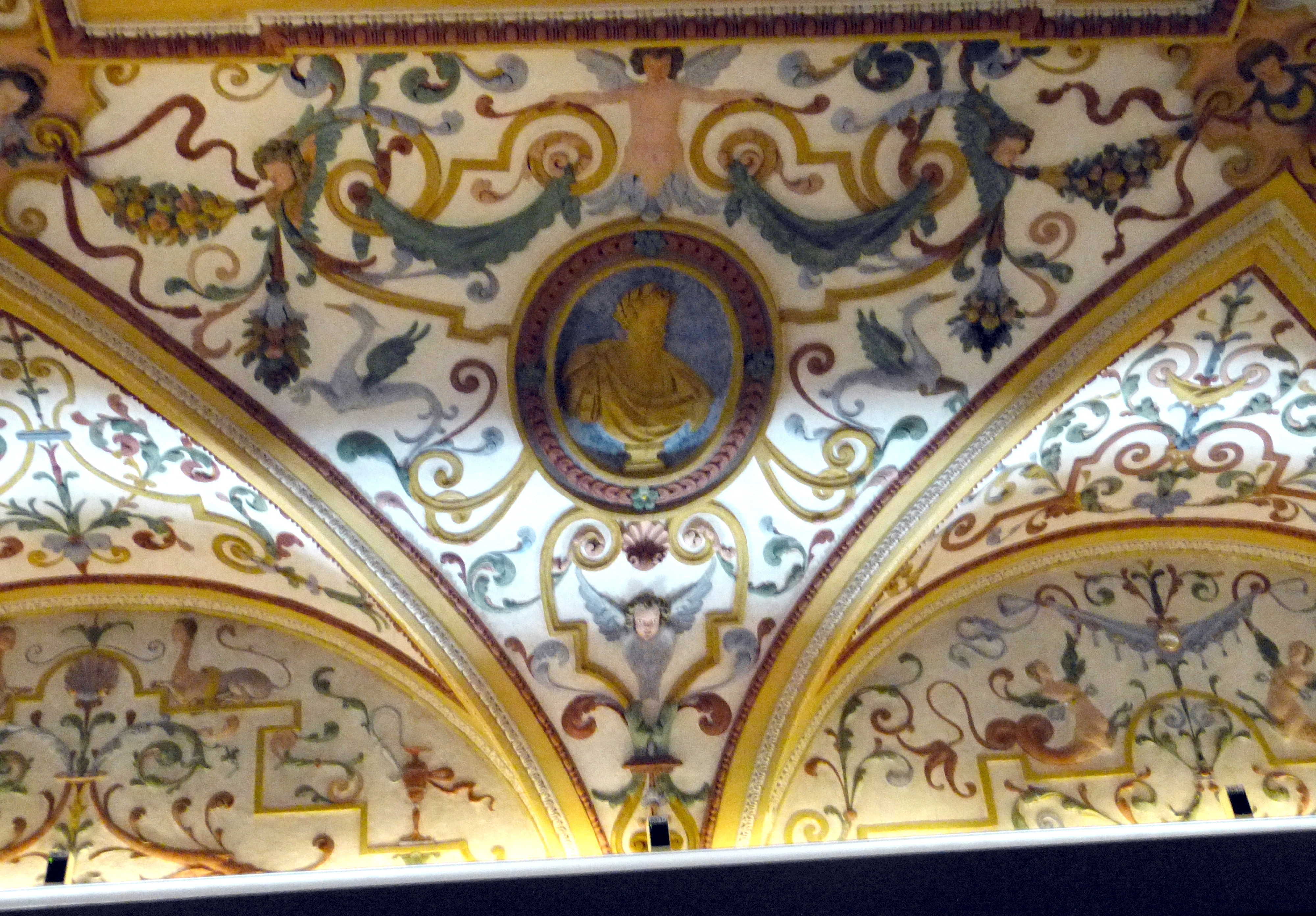
Elia Castello: Ständesaal, Neue Residenz, Salzburg, 1602.

- Künstlerfamilie Castelli/o  aus Melide, der Stuckateure, aber auch Architekten und Maler entstammten, die vom 16. bis zum 18. Jahrhundert in der Schweiz, in Deutschland, Italien, Österreich und Polen wirkten[17][18][19][20]
  - Stammbaum der Familie Castelli[21]
  - Antonio Castelli (* um 1360 in Melide; † nach 1410 ebenda ?), Bildhauer in Bologna[22]
  - Quirico Castelli (* um 1550 in Melide; † nach 1610 ebenda ?), Vater von Elia, Giovan Pietro, Michele und Giovanni Antonio, Bildhauer, Stuckateur[23]
  - Pietro Castelli (* um 1555 in Melide, erwähnt 1587 in München; † nach 1626 in Luzern), Bruder von Gian Antonio und Elia, Stuckateur und Maler. In den Jahren 1587–1590 arbeitete er an der Stuckierung der Jesuitenkirche Sankt Michael in München mit, 1626 arbeitete er mit seinem Bruder Gian Antonio an der Stuckierung der Franziskanerkirche in Luzern. Als Kunstmaler wirkte er an der Abtei Wettingen-Mehrerau und in Altdorf UR[24][25][26]
  - Matteo Castelli (um 1560–1632), Architekt in Rom und Warschau; Onkel von Elia Castello
  - Simone Castelli (* 1560 in Melide; † nach 1620 in Polen ?), Architekt[27]
  - Elia Castello (1572–1602), Sohn von Quirico, Architekt, Bildhauer, Stuckateur, Mosaizist, Maler in Salzburg
  - Michele (Angelo) Castelli (* um 1575 in Melide; † 1636 in Vils (Donau) ?), Sohn von Quirico und Bruder von Elia und Gian Antonio, Stuckateur tätig ab 1587 in München: Kirche St. Michael (schwere Kriegsschäden 1944) und in der Münchner Residenz. Arbeitete meist mit seinem Bruder Giovanni Antonio, 1616–1619 in der Hofkirche (Neuburg an der Donau). 1620–1623 Stuck in der Schlosskapelle Taufkirchen/Vils[24]
  - Andrea Castelli (* um 1577 in Melide; † nach 1633 in Krakau ?), Architekt im Dienste des polnischen Königs[24][28][29]
  - Giovanni Antonio Castelli (* um 1580 in Melide; erwähnt 1606 in Wettingen; † um 1626 in Luzern), Sohn von Quirico und Bruder von Elia und Pietro, er wirkte zwischen 1606 und 1638 in der Innerschweiz, an der Abtei Wettingen-Mehrerau und in Altdorf UR, dann in Deutschland, in Turin, im Festsaal des Schlosses Spiez (1614) und in der Franziskanerkirche in Luzern (1624). in Wettingen, München und in Neuburg an der Donau[24][30][31][32]
  - Domenico Castelli (* um 1582 in Melide; † 1657 ebenda), Architekt in Rom[24][33]
  - Michele Castelli (* um 1587 in Melide; † nach 1618 in Neuburg an der Donau ?), Stuckateur, er schuf an der königlichen Residenz in Charlottengang und 1614 an der Hofkapelle in München, dann arbeitete an der Hofkirche zu Neuburg an der Donau[34][24]
  - Battista Castelli (* um 1590 in Melide; † nach 1637 in Rom), Bildhauer[24]
  - Antonio Castelli (* um 1595 in Melide; † nach 1625 in Krakau ?), Bildhauer an der Dominikanerkirche zu Krakau[35][24]
  - Stefano Castelli (* um 1595 in Melide; † nach 6. Juli 1631 in Rom), Stuckateur[36]
  - Quirico Elia Castelli (* 1630 in Melide; † nach 1561 in Turin ?), Bildschnitzler. Er schuf die Stuckaturen im Gartenpavillon von Schloss in Kroměříž, zusammen mit Carlo Borsa aus Capolago[37][27]
  - Giovanni Giacomo Castelli (* 1666 in Melide; † nach 1728 in Wien ?), Stuckateur tätig 1701 im Stift Melk; 1715 Stift Sankt Florian mit dem Stuckateur Santino Bussi: Prunkstiege. 1723 Wien[27]
  - Eugenio Flaminio Castelli (* 1669 in Melide; † 1761 in Mannheim ?), Stuckateur[38]
  - Carlo Ludovico Castelli (* 1671 in Melide; † 1738 in Aachen ?), Maler[27]
  - Giovanni Pietro Castelli (* um 1670 in Melide; † 1734 ? in Würzburg), Bruder von Carlo Antonio, Stuckateur, von Melide, mit seinem Bruder war er in Deutschland tätig, v. a. in Thüringen und Franken (Region); von 1688 bis 1699 schuf er mit Paolo Gerolamo Brenni aus Salorino Stuckaturen in Würzburg, Schillingsfürst, Bielefeld,in der Schlösser Bonn und Clemensruhe[39][40]
  - Carlo Antonio Castelli (* 1672 in Melide; † nach 1734 in Altenburg ?), Bruder von Giovan Pietro, Stuckateur tätig in Würzburg, Schloss von Steinbach am Main, Schloss von Altenburg (mit Giovanni Pietro); 1731, Schönhaus ad Altenburg[41]
  - Giuseppe Castelli (* um 1675 in Melide; † nach 1725 in Mannheim ?), Stuckateur, Bauunternehmer[27]
  - Gian Antonio Castelli (* um 1675 in Melide; † nach 1726 in Luzern ?), Stuckateur[24]
  - Pietro Castelli (* um 1677 in Melide; † nach 1726 in Luzern ?), Stuckateur[24]
  - Cipriano Castelli (* 1684 in Melide; † nach 1723 in Mannheim ?), Sohn des Antonio, Stuckateur tätig 1706 im Schloss Elisabethenburg in Meiningen (Thüringen), mit dem Maler Bartolomeo Lucchese aus Melide; um 1715 Schloss Saalfeld, mit dem Maler Carlo Ludovico Castelli; 1723 Schloss Mannheim mit dem Stuckateur Eugenio Flaminio Castelli[27]
  - Giovanni Domenico Castelli (* um 1695 in Melide; † nach 1752 in Frankfurt am Main ?), Sohn des Giovanni Pietro, Stuckateur. Er führte 1728–1752 zusammen mit seinem Bruder und Carlo Pietro Morsegni aus Cureglia die erfolgreiche Werkstatt Castelli und Morsegni. Sie stuckierten in den Schlösser Augustusburg und Falkenlust in Brühl (Rheinland), im Kurfürstliches Schloss (Bonn) in Bonn, im Schloss Nordkirchen, im Palais Thurn und Taxis in Frankfurt am Main und im Schloss Clemenswerth bei Sögel[42]
  - Quirico Castelli (* 1697 in Melide; † nach 1766 ebenda ?), Stuckateur. Er arbeitete in Sachsen 1727–1731[27]
  - Carlo Pietro Castelli (* 1700 in Melide; † nach 1736 in Frankfurt am Main ?), Sohn des Giovanni Pietro, Stuckateur tätig 1723–1730 im Schloss Altenburg, (Thüringen), mit Bruder Domenico. 1736 Schloss Clemenswerth bei Osnabrück. Poppelsdorfer Schloss. Palais Thurn und Taxis in Frankfurt am Main[27]
  - Giuseppe Castelli (* 1754 in Melide; † 20. Mai 1822 in Venedig), Stuckateur tätig in Stra und in Venedig in verschiedenen Paläste: Querini Stampalia, Ca’ Corner della Regina, Bonfadini Vivante, Nani, Manfrin alle Guglie, Mangilli Valmarana usw.[43]
  - Luigi Castelli (* um 1760 in Melide; † 29. April 1799 in Lugano), Politiker[24]
  - Giambattista Castelli (* um 1770 in Melide; † nach 1825 ebenda), Neffe von Giuseppe, Baumeister und Stuckateur tätig in Venedig[44]
  - Giuseppe Castelli, (* 31. Mai 1827 in Melide; † 19. März 1900 in Lugano), Professor der Philosophie[24]
  - Giacomo Adeodato Castelli (* 3. November 1828 in Melide; † 20. Februar 1862 Venedig), Priester, Pfarrer von Gandria, Domherr von Lugano, Gründer der Zeitung Credente cattolico[24][45]
  - Carlo Castelli (* 24. Mai 1835 in Melide; † 5. Dezember 1900 ebenda), Advokat, Staatsanwalt, Tessiner Grossrat, Staatsrat[46]
  - Carlo Castelli (* 12. März 1909 in Melide; † 19. Dezember 1982 in Lugano), Radioreporter, Redaktor, Programmgestalter, Hörspiel- und Theaterregisseur, Schriftsteller[47][48]

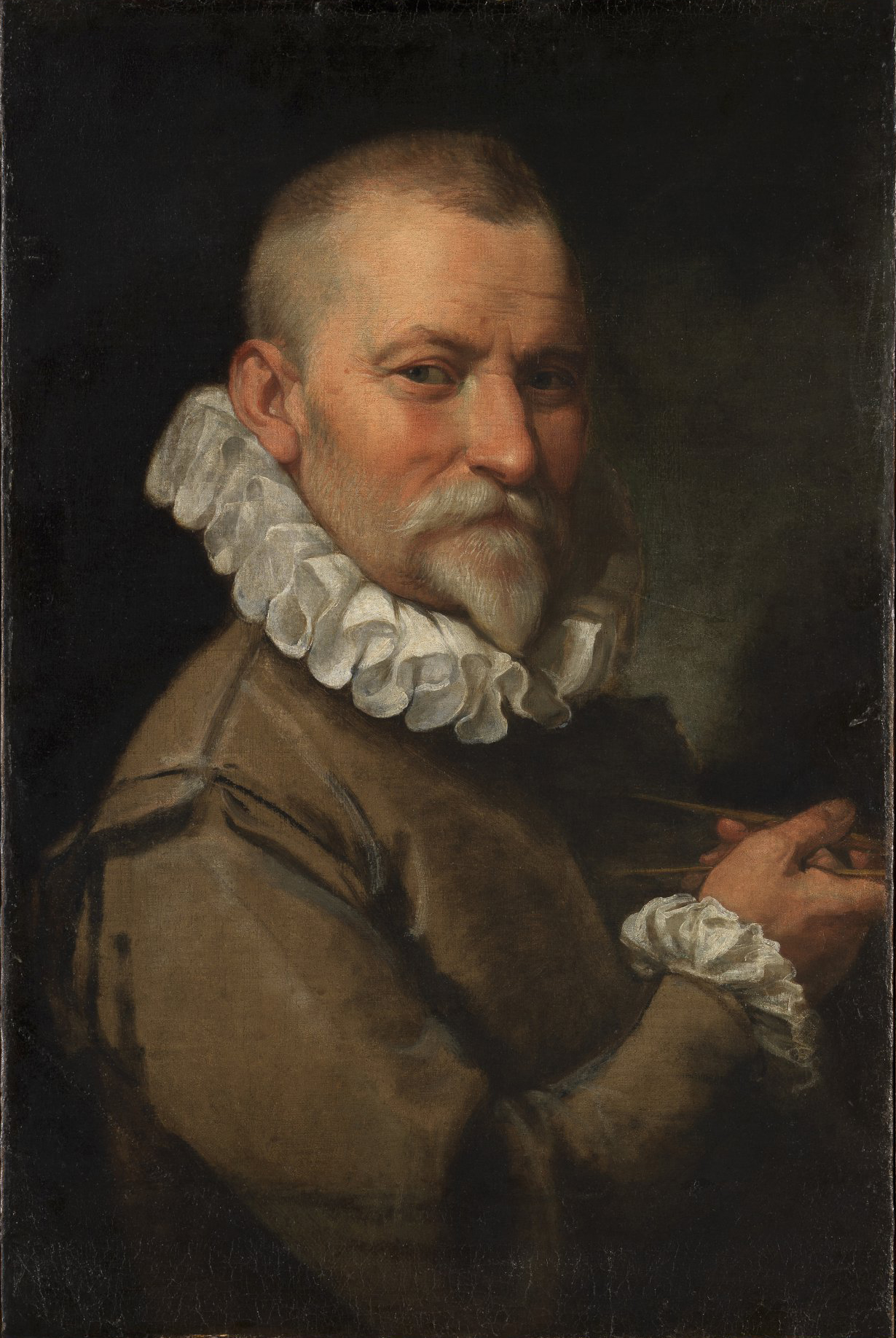
Domenico Fontana (Porträt von Federico Zuccari)

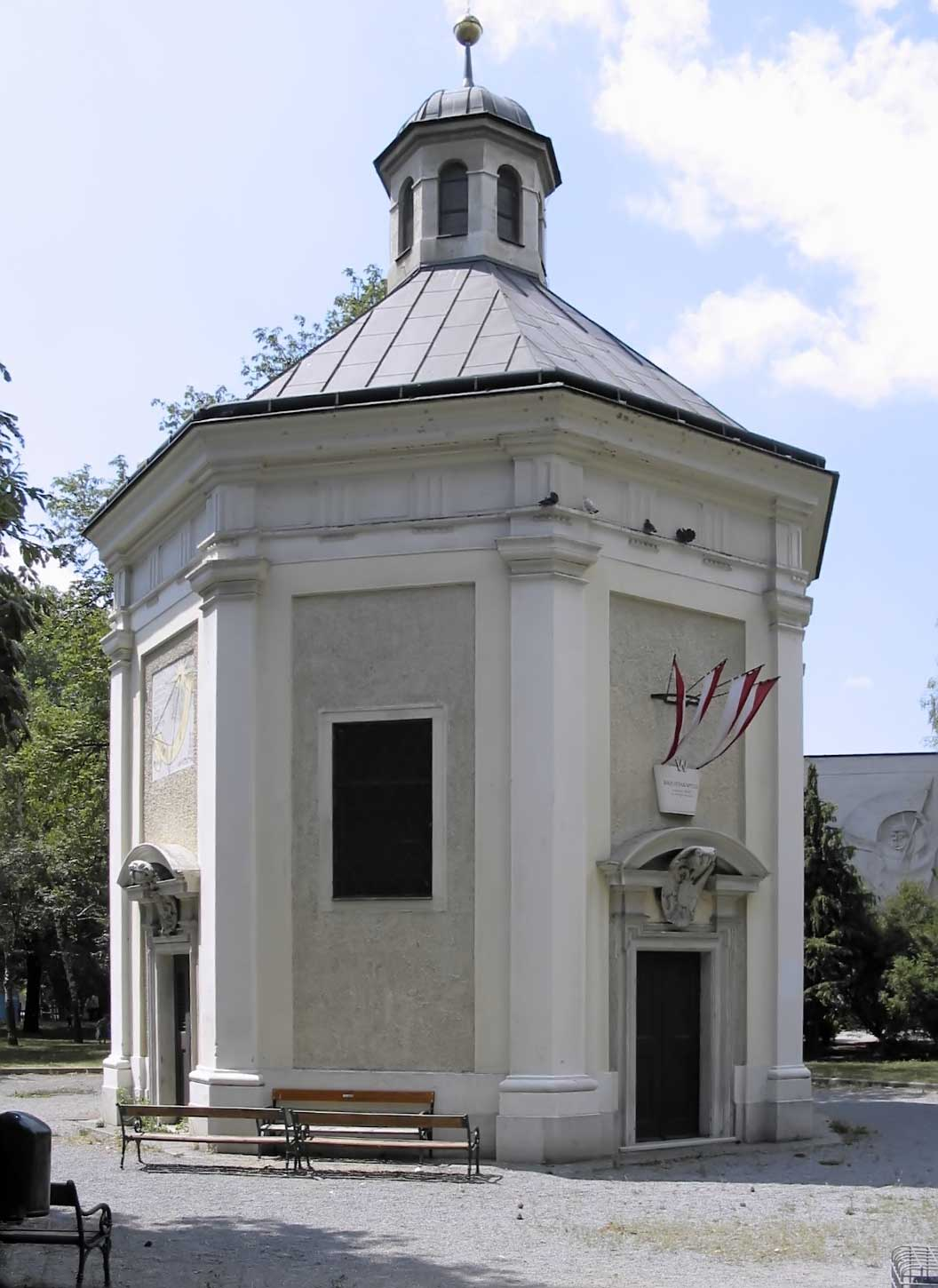
Filiberto Lucchese: Brigittakapelle, Wien (1650/51)

- Künstlerfamilie Fontana.  Der 1321 erwähnte Jacobus aus Mendrisio war wohl der Stammvater des ansehnlichen Zweigs der Fontana von Melide[49]
  - Giacomo (Jacobus) Fontana (* um 1300 in Mendrisio; † nach 1321 Melide), war wohl der Stammvater des ansehnlichen Zweigs der Fontana von Melide[49]
  - Matteo Fontana (* um 1450 in Melide; † nach 1498 in Venedig), Architekt[50]
  - Giovanni Fontana (* um 1470 in Melide; † nach dem 1519 in Udine ?), Architekt tätig in Venedig[51][52][53]
  - Giovanni Fontana (* 1540 in Melide; † 1604 in Rom), Sohn des Sebastiano, Bruder des Domenico, Architekt und Ingenieur in Siena und in Rom (Kanalisation des Tiber); Bauleiter im Petersdom schuf am Apostolische Palast, an die Loggia delle Benedizioni und an die Scala Santa im Lateran. Von ihm stammt auch der Acqua Felice oder Moses-Brunnen (1587–1590)[54]
  - Domenico Fontana (1543–1607), Architekt und Stadtplaner
  - Marsilio Fontana (* um 1545 in Melide; † 1597 in Neapel ?), Architekt[55]
  - Michele Fontana (* um 1575 in Melide; † nach 1610 in Rom), Stuckateur[56]
  - Giulio Cesare Fontana (* 12. Februar 1580 in Rom; † 9. Juni 1627 in Neapel), Architekt, Ingenieur[57]
  - Vincenzo Maria Fontana (* um 1610 in Melide; † nach 1655 in Rom), Dominikaner, Theologe, Publizist[58]
  - Domenico Fontana (* um 1640 in Melide; † 1706 in Agno TI), Priester, Propst der Stiftskirche San Provino in Agno[59]
  - Carlo Fontana (* um 1650 in Melide; † 1714 in Rom), Urenkel des Domenico, Architekt, Graf, Ritter des goldenen Sporn, Publizist[60]
  - Giovanni Maria Fontana (* um 1675 in Melide; † nach 1708 in Sankt Petersburg), Schweizer Architekt[61]

- Künstlerfamilie Lucchesi/Lucchese.  Verschiedene Vertreter des Geschlechts wirkten vom 16. bis 18. Jahrhundert als Architekten, Ingenieure, Steinmetze, Maler und Stuckateure im Tirol, in Böhmen, Mähren und Thüringen[62][63]
  - Filiberto Lucchese (1606–1666), Architekt und Wiener Hofbaumeister.
  - Giovanni Domenico Lucchese (* 1612 in Melide; † 1686 ebenda), Bruder des Filiberto, Stuckateur in Wien, Grundbesitzer, Administrator[64]
  - Carlo Domenico Lucchese (* 17. April 1663 in Melide; † nach 1724 in Meiningen ?), Maler, Stuckateur. Zusammen mit seinem Bruder Bartolomeo Luchese realisierte er die Innenausstattung der Klosterkirche Speinshart[63][65]
  - Bartolomeo Lucchese (* 6. Mai 1666 in Melide; † nach 1724 in Meiningen ?), Bruder des Carlo Domenico, Maler, zusammen mit seinem Bruder realisierte er die Innenausstattung der Klosterkirche Speinshart[63][66][67]

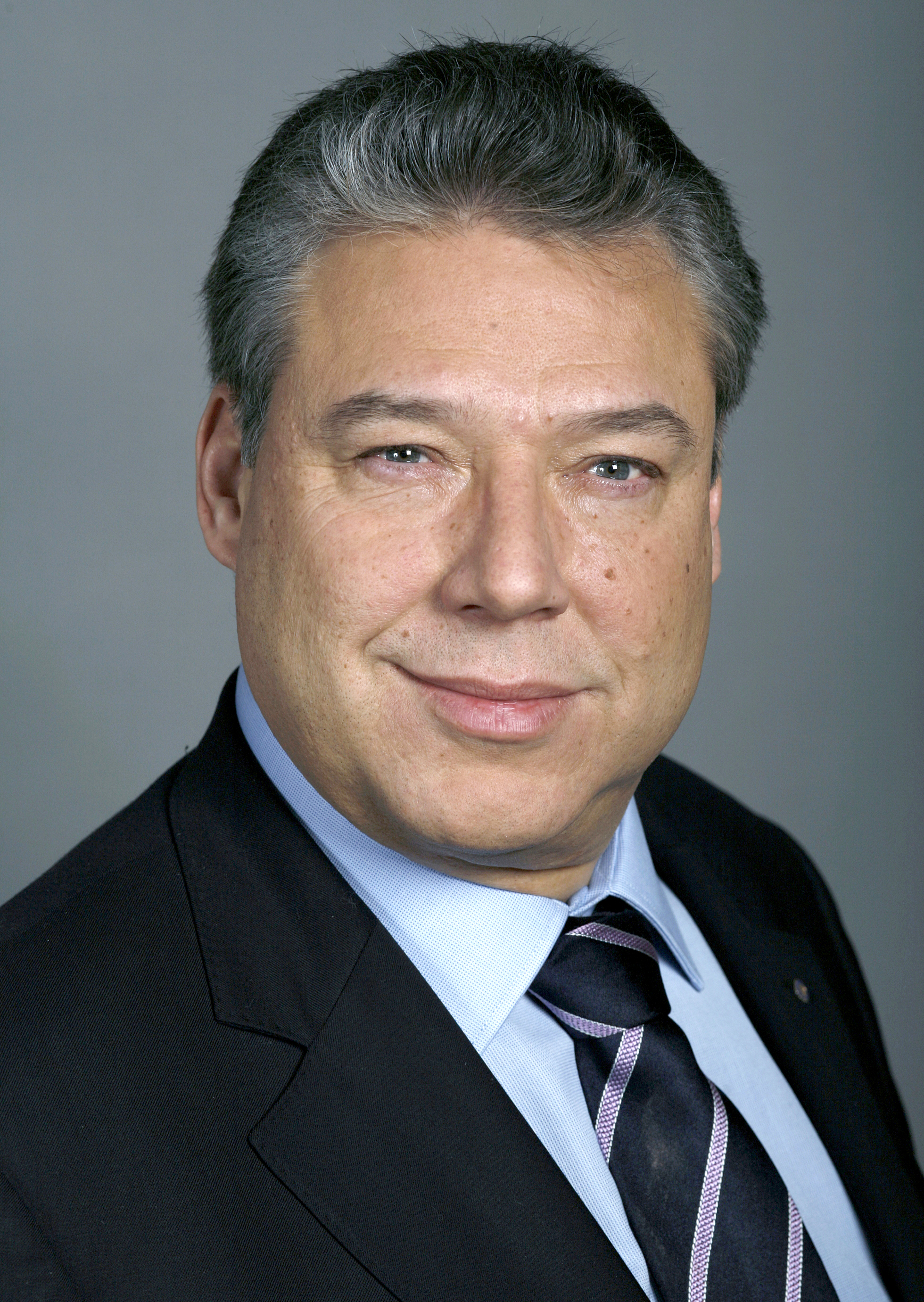
Filippo Lombardi (2007)

- Anna Bazzurri Rusconi (* um 1825 in Melide; † nach del 1865 in Mailand ?), Opernsängerin, Sopran[68]
- Antonio Cuccini (* 1830 in Melide; † 18. November 1874 ebenda), Künstler, Bildhauer aschuf Trauerskulptur[69]
- William Ritter (* 31. Mai 1867 in Neuenburg NE; † 19. März 1955 in Melide), Künstler, Maler, Zeichner und Publizist. Er malte Landschaften[70]
- Oskar Brüch (1869–1943), aus Cureggia, Bildnismaler schuf Porträts des böhmischen und österreichischen Hochadels. Ab 1919 lebte er in Melide
- Ulisse Pocobelli genannt Glauco (* 27. Mai 1887 in Melide; † 15. September 1950 in Lugano), Zeichenlehrer am Gymnasium von Lugano, verfasste zahlreiche Gedichte in Tessiner Mundart[71]
- Alice Moretti (* 19. Juni 1921 in Melide), Tochter des Quirico, Sekundarlehrerin, Ehrenbürgerin von Melide (2019), Tessiner Grossrätin, Mitgründerin des Circolo Liberale di cultura Carlo Battaglini. in Lugano (1964) und des Soroptimist Club Lugano[72][73]
- Giuseppina Ortelli-Taroni (* 9. Mai 1929 in Melide; † 15. März 2003 in Corteglia, Fraktion von Castel San Pietro TI), Dichterin, Schriftstellerin, Ethnographin[74][75]
- Sandro Vitalini (* 27. Februar 1935 in Campione d’Italia; † 5. Mai 2020 in Lugano), Priester, Theologe, Generalprovikar der Diozese Lugano, Dozent an der Universität Freiburg (Schweiz)[76][77]
- Filippo Lombardi (1956), Politiker der Christlichdemokratische Volkspartei (CVP) heute (2024) Die Mitte, Unternehmer und Eishockeyfunktionär, 2017 wohnte in Melide.